# Tournoi d'ouverture du championnat du Honduras de football 2005
Navigation
Saison précédente Saison suivante
Le Tournoi Apertura 2005 est le seizième tournoi saisonnier disputé au Honduras.
C'est cependant la 47e fois que le titre de champion du Honduras est remis en jeu.
Lors de ce tournoi, le CD Olimpia a conservé son titre de champion du Honduras face aux neuf meilleurs clubs honduriens.
Chacun des dix clubs participant était confronté deux fois aux neuf autres équipes. Puis les quatre meilleures se sont affrontées lors d'une phase finale à la fin du tournoi.
Seulement une place était qualificative pour la Copa Interclubes UNCAF.

## Les 10 clubs participants
| \| Hispano FC Broncos UNAH Municipal Valencia CD Marathon Real España CD Motagua CD Olimpia CD Motagua CD Olimpia CD Platense CD Marathon Real España Broncos UNAH Municipal Valencia CD Victoria CD Vida CD Victoria CD Vida \| Localisation des clubs. |
| Hispano FC Broncos UNAH Municipal Valencia CD Marathon Real España CD Motagua CD Olimpia CD Motagua CD Olimpia CD Platense CD Marathon Real España Broncos UNAH Municipal Valencia CD Victoria CD Vida CD Victoria CD Vida                               |

| Club                    | Stade                        | Capacité | Ville          |
| Hispano FC (en)         | Stade Carlos Miranda         | 10 000   | Comayagua      |
| Broncos UNAH            | Stade Fausto Flores Lagos    | 5 000    | Choluteca      |
| CD Marathon             | Stade Yankel Rosenthal       | 15 000   | San Pedro Sula |
| CD Motagua              | Stade Tiburcio Carias Andino | 35 000   | Tegucigalpa    |
| CD Olimpia              | Stade Tiburcio Carias Andino | 35 000   | Tegucigalpa    |
| CD Platense             | Stade Excelsior              | 10 000   | Puerto Cortés  |
| Real España             | Stade Francisco Morazán      | 20 000   | San Pedro Sula |
| Municipal Valencia (en) | Stade Fausto Flores Lagos    | 5 000    | Choluteca      |
| CD Victoria             | Stade Nilmo Edwards          | 25 000   | La Ceiba       |
| CD Vida                 | Stade Nilmo Edwards          | 25 000   | La Ceiba       |

## Compétition
Le tournoi Apertura s'est déroulé de la même façon que les tournois saisonniers précédents, en deux phases :
- la phase de qualification : les dix-huit journées de championnat,
- la phase finale : les matchs aller-retour allant des demi-finales à la finale.

### Phase de qualification
Lors de la phase de qualification les dix équipes affrontent à deux reprises les neuf autres équipes selon un calendrier tiré aléatoirement.
Les quatre meilleures équipes sont qualifiées pour les demi-finales.
Le classement est établi sur le barème de points classique (victoire à 3 points, match nul à 1, défaite à 0).
Le départage final se fait selon les critères suivants :
- le nombre de points,
- la différence générale de buts,
- la différence particulière de buts,
- le nombre de buts marqués.

### Classement
| Rang | Équipe                  | Pts | J  | G  | N | P  | Bp | Bc | Diff |
| ---- | ----------------------- | --- | -- | -- | - | -- | -- | -- | ---- |
| 1    | CD Olimpia (T)          | 37  | 18 | 11 | 4 | 3  | 38 | 17 | +21  |
| 2    | CD Victoria             | 30  | 18 | 9  | 3 | 6  | 30 | 27 | +3   |
| 3    | CD Marathon             | 29  | 18 | 7  | 8 | 3  | 30 | 26 | +4   |
| 4    | CD Platense             | 27  | 18 | 8  | 3 | 7  | 28 | 34 | -6   |
| 5    | Broncos UNAH            | 24  | 18 | 6  | 6 | 6  | 19 | 21 | -2   |
| 6    | Real España             | 23  | 18 | 6  | 5 | 7  | 23 | 23 | 0    |
| 7    | Hispano FC (en) (P)     | 22  | 18 | 5  | 7 | 6  | 21 | 21 | 0    |
| 8    | Municipal Valencia (en) | 20  | 18 | 5  | 5 | 8  | 15 | 22 | -7   |
| 9    | CD Vida                 | 18  | 18 | 4  | 6 | 8  | 22 | 25 | -3   |
| 10   | CD Motagua              | 14  | 18 | 3  | 5 | 10 | 16 | 26 | -10  |

| Légende : Qualifications et relégations | Légende : Qualifications et relégations                  |
| --------------------------------------- | -------------------------------------------------------- |
|                                         | Qualifié pour les demi-finales                           |
|                                         | (T) : Tenant du titre (P) : Promu de la saison 2004-2005 |

#### Matchs
| Résultats (▼dom., ►ext.)                                   | His | Mar | Mot | Oli | Pla | Esp | Bro | Val | Vic | Vid |
| Hispano FC (en)                                            |     | 1-1 | 1-1 | 0-1 | 0-1 | 3-2 | 3-0 | 2-1 | 0-0 | 0-0 |
| CD Marathon                                                | 4-4 |     | 3-2 | 0-2 | 2-2 | 1-1 | 3-1 | 2-0 | 2-3 | 1-1 |
| CD Motagua                                                 | 1-2 | 3-0 |     | 1-1 | 2-1 | 0-1 | 0-1 | 0-0 | 0-2 | 1-0 |
| CD Olimpia                                                 | 1-0 | 1-1 | 1-0 |     | 5-2 | 3-0 | 1-3 | 5-1 | 6-0 | 0-0 |
| CD Platense                                                | 2-1 | 1-2 | 2-0 | 3-2 |     | 3-2 | 1-1 | 0-1 | 3-2 | 0-1 |
| Real España                                                | 2-0 | 1-1 | 2-0 | 0-2 | 2-2 |     | 1-1 | 3-0 | 2-1 | 2-0 |
| Broncos UNAH                                               | 1-0 | 1-1 | 2-1 | 2-3 | 1-2 | 0-0 |     | 1-0 | 1-1 | 2-1 |
| Municipal Valencia (en)                                    | 0-0 | 1-2 | 2-2 | 1-1 | 1-2 | 1-0 | 1-0 |     | 3-0 | 1-1 |
| CD Victoria                                                | 2-2 | 0-1 | 4-1 | 3-1 | 3-0 | 2-0 | 1-0 | 1-0 |     | 5-4 |
| CD Vida                                                    | 1-2 | 1-3 | 1-1 | 0-2 | 6-1 | 3-2 | 1-1 | 0-1 | 1-0 |     |
| - Victoire à domicile - Match nul - Victoire à l'extérieur |     |     |     |     |     |     |     |     |     |     |

### La Phase Finale
Les quatre équipes qualifiées sont réparties dans le tableau final d'après leur classement général, le deuxième affrontant le troisième et le premier affrontant le quatrième lors des demi-finales.
En cas d'égalité sur la somme des deux matchs des prolongations puis une séance de tirs au but ont éventuellement lieu.

#### Tableau
|  |             |            |             |            |            |     |   |        |        |        |        |        |
|  | 1/2 finale  | 1/2 finale | 1/2 finale  | 1/2 finale | 1/2 finale |     |   | Finale | Finale | Finale | Finale | Finale |
|  |             |            |             |            |            |     |   |        |        |        |        |        |
|  |             |            |             |            |            |     |   |        |        |        |        |        |
|  | CD Olimpia  | (1)        | 2           | 0          |            |     |   |        |        |        |        |        |
|  | CD Olimpia  | (1)        | 2           | 0          |            |     |   |        |        |        |        |        |
|  | CD Platense | (4)        | 0           | 1          |            |     |   |        |        |        |        |        |
|  | CD Platense | (4)        | 0           | 1          | CD Olimpia | (1) | 1 | 1      | 1      |        |        |        |
|  |             |            |             |            |            | (1) | 1 | 1      | 1      |        |        |        |
|  |             |            | CD Marathon | (3)        | 2          | 0   | 0 |        |        |        |        |        |
|  | CD Victoria | (2)        | CD Marathon | (3)        | 2          | 0   | 0 | 0      | 1      |        |        |        |
|  | CD Victoria | (2)        |             |            |            |     |   | 0      | 1      |        |        |        |
|  | CD Marathon | (3)        | 3           | 2          |            |     |   |        |        |        |        |        |
|  | CD Marathon | (3)        | 3           | 2          |            |     |   |        |        |        |        |        |

#### Demi-finales
| Club        | Aller | Retour | Club        | Commentaire |
| CD Olimpia  | 2-0   | 0-1    | CD Platense |             |
| CD Victoria | 0-3   | 1-2    | CD Marathon |             |

#### Finale
| Match aller      | CD Marathon                                     | 2:1   | CD Olimpia         | Stade Yankel Rosenthal |  |
| 15 décembre 2005 | Pompilio Cacho Valerio 7e · Edgardo Simovic 90e | (1:1) | Luciano Emilio 1re |                        |  |

| Match retour     | CD Olimpia                                | 2:0 (a.p.) | CD Marathon | Stade Tiburcio Carias Andino |  |
| 18 décembre 2005 | Luciano Emilio 62e · Wilson Palacios 100e | (0:0)      |             |                              |  |

## Bilan du tournoi
| Tableau d'Honneur     |            |
| Compétition           | Vainqueur  |
| Tournoi Apertura 2005 | CD Olimpia |

| Qualifications continentales 2006-2007 |            |
| Copa Interclubes UNCAF                 | Qualifiés  |
| Premier tour (en)                      | CD Olimpia |